# Гијом де Шартр
Гијом де Шартр (фр. Guillaume de Chartres) је био четрнаести велики мајстор витезова Темплара. Функцију вође реда обављао је од 1210. до 1218. године.

## Младост
Тачна година рођења није позната. Родио се у Шампањи у Француској. У ред је ушао јако млад али се о његовим активностима пре него што је постао велики мајстор мало зна.

## Ред
Гијом се у писаним изворима први пут спомиње 1210. када је као вођа реда присуствовао крунисању (енгл. John of Brienne) за краља Јерусалима, краљевска титула је била само симболична јер су Јерусалим од 1187. контролисале Саладинове снаге. Гијом је 1212. учествовао у бици код Навас де Толоса, Темплари су у овој бици помагали Реконкистима, хришћанска војска је победила наневши муслиманима тежак пораз. Током овог периода утицај Темплара у Шпанији био је огроман, као награду за војну помоћ добијали су велике поседе. Следећи војни поход десио се 1217. са почетком Петог крсташког рата. Гијомов задатак био је да помаже угарског краља Андрију II. Циљ похода био је освајање Египта. Крсташи су освојили Дамијету али даљег напредовања није било.

## Куга и смрт
Темплари су упућену у Дамијету да помогну крсташе, са њима је био и велики мајстор Гијом де Шартр, међутим завладала је епидемија куге и у августу 1218. Шартр умире. Андрија II Арпад убрзо после тога војску враћа натраг. На месту великог мајстора наследио га је Пјер (Педро) де Монтеги.